# Унтершенау
Унтершенау (њем. Unterschönau) општина је у њемачкој савезној држави Тирингија. Једно је од 65 општинских средишта округа Шмалкалден-Мајнинген. Према процјени из 2010. у општини је живјело 573 становника. Посједује регионалну шифру (AGS) 16066077.

## Географски и демографски подаци
Унтершенау се налази у савезној држави Тирингија у округу Шмалкалден-Мајнинген. Општина се налази на надморској висини од 490 метара. Површина општине износи 5,9 km². У самом мјесту је, према процјени из 2010. године, живјело 573 становника. Просјечна густина становништва износи 97 становника/km².

## Међународна сарадња
| Мјесто   | Држава    | Врста сарадње | Од    |
| -------- | --------- | ------------- | ----- |
|          | Финска    | партнерство   | 2008. |
| Пејнакер | Холандија | пријатељство  | 2000. |
|          | Француска | пријатељство  | 2000. |
| Извор    |           |               |       |